# Когольюдо
Когольюдо (ісп. Cogolludo) — муніципалітет в Іспанії, у складі автономної спільноти Кастилія-Ла-Манча, у провінції Гвадалахара. Населення — 690 осіб (2010).
Муніципалітет розташований на відстані близько 80 км на північний схід від Мадрида, 35 км на північ від Гвадалахари.
На території муніципалітету розташовані такі населені пункти: (дані про населення за 2010 рік)
- Алеас: 13 осіб
- Беленья-де-Сорбе: 9 осіб
- Когольюдо: 622 особи
- Торребеленья: 41 особа
- Вегільяс: 5 осіб

## Демографія
Динаміка населення (INE ):

## Галерея зображень

Розташування муніципалітету у провінції Гвадалахара